# 日本学士院エジンバラ公賞
日本学士院エジンバラ公賞（にほんがくしいんエジンバラこうしょう、英語: Duke of Edinburgh Prize）は、日本学士院の賞である。

## 概要
自然保護、種の保全の基礎となる優れた学術研究に対して隔年に1件授与される。1987年創設。エジンバラ公フィリップ（当時イギリス女王エリザベス2世王配）が日本学士院の名誉会員となったことにちなんで創設された。
日本学士院は学術上特にすぐれた論文、著書その他の研究業績に対する授賞事業を行っている（日本学士院法第8条1項1号）。学士院による賞は、日本の学術賞としては最も権威ある賞である。

## 名称
英語での名称は「Duke of Edinburgh Prize」である。

## 受賞者
※回数は恩賜賞での回数
| 回数    | 授賞式開催日  | 受賞者     | 学位     | 研究題目 |
| ------- | ------------- | ---------- | -------- | --- |
| 第78回  | 1988年6月13日 | 沼田真     | 理学博士 | 植物群落の構造と動態に関する研究とその応用                                                                               |
| 第80回  | 1990年6月11日 | 向井輝美   | 理学博士 | ショウジョウバエ自然集団の遺伝学的構造の研究                                                                             |
| 第82回  | 1992年6月8日  | 高橋延清   |          | 林分施業法に関する研究と自然保護活動                                                                                     |
| 第84回  | 1994年6月6日  | 岩槻邦男   | 理学博士 | 植物の多様性の解析およびその滅失に関する保全生物学的研究                                                                 |
| 第86回  | 1996年6月10日 | 川那部浩哉 | 理学博士 | 淡水魚類における生物多様性の維持機構と保全に関する生態学的研究                                                           |
| 第88回  | 1998年6月22日 | 吉良龍夫   | 理学博士 | 定量的植物生態学の推進と自然環境保全への貢献                                                                             |
| 第90回  | 2000年6月12日 | 長谷川博   | 理学博士 | アホウドリの生態行動学とその絶滅危機よりの復活                                                                           |
| 第92回  | 2002年6月10日 | 栗原康     | 理学博士 | 生態系解析手法の研究とその環境保全への応用                                                                               |
| 第94回  | 2004年6月14日 | 河合雅雄   | 理学博士 | 日本及びアフリカにおける霊長類の野外研究―とくに環境適応と社会形成の研究―                                                 |
| 第96回  | 2006年7月3日  | 佐々木惠彦 | Ph.D.    | 熱帯林樹種の生理・生態的特性の研究とそれに基づく森林再生技術の開発                                                       |
| 第98回  | 2008年6月9日  | 和田英太郎 | 理学博士 | 流域単位の生態系の多様な構造の解明と環境変動への応答に関する研究—とくに安定同位体フィンガープリント法を駆使したその総合— |
| 第100回 | 2010年6月21日 | 西平守孝   | 理学博士 | 沖縄を中心とした我が国のサンゴ礁の形成と保全の研究                                                                       |
| 第102回 | 2012年6月4日  | 塚本勝巳   | 農学博士 | 魚類の回遊現象に関する基礎研究 — とくにウナギの回遊機構の発見                                                            |
| 第104回 | 2014年7月7日  | 駒形和男   | 農学博士 | 微生物の分類学的研究と微生物系統保存事業に対する貢献                                                                     |
| 第106回 | 2016年6月27日 | 松岡信     | 農学博士 | 植物ホルモン・ジベレリンがもたらす種の保全確保と植物多様性ならびに食糧生産性向上に関する研究                             |
| 第108回 | 2018年6月25日 | 諏訪元     | Ph.D.    | 人類の起源と進化—ラミダス猿人から現生人類へ                                                                              |
| 第110回 | 2021年6月21日 | 北潔       | 薬学博士 | 熱帯病原性微生物の生存および拡散戦略の解明—寄生虫の多様な環境適応機構—                                                   |
| 第112回 | 2022年        | 大河内直彦 | 理学博士 | 分子レベルの高度同位体比分析法を駆使した生物界変動解析法の構築と応用                                                     |